# ارواین لنروت
ارواین لنروت (به انگلیسی: Irvine Lenroot) سناتور سابق عضو حزب جمهوری‌خواه ایالات متحده آمریکا بود. وی در سال ۱۹۱۸ تا ۱۹۲۷ میلادی سناتور ایالت ویسکانسین در سنای ایالات متحده آمریکا بود.